# Bellefontaine Bridge
Die Bellefontaine Bridge ist eine Eisenbahnbrücke über den Missouri River zwischen dem St. Charles County und dem St. Louis County im Bundesstaat Missouri der USA. Sie wurde 1893 als Teil einer nördlichen zweigleisigen Verbindung der Chicago, Burlington and Quincy Railroad (CB&Q) nach St. Louis in Betrieb genommen, zu der auch die 1894 fertiggestellte Alton Bridge über den Mississippi River gehörte. Der Streckenausbau einschließlich der Fachwerkbrücken wurde von George S. Morison geplant und unter seiner Leitung ausgeführt. Die Burlington Northern Railroad nutzte als Nachfolger der CB&Q die Strecke später nur noch eingleisig und gab die Alton Bridge im Norden 1988 ganz auf. Seit 1995 ist die BNSF Railway Betreiber der heute eingleisigen Brücke. Sie ließ 2013 die Trestle-Brücke der nördlichen Zufahrt durch mehrere Balkenbrücken ersetzen und führte in diesem Zuge auch eine Überholung der Untergurte der vier Fachwerkträger durch.

## Geschichte

### Zugang nach St. Louis

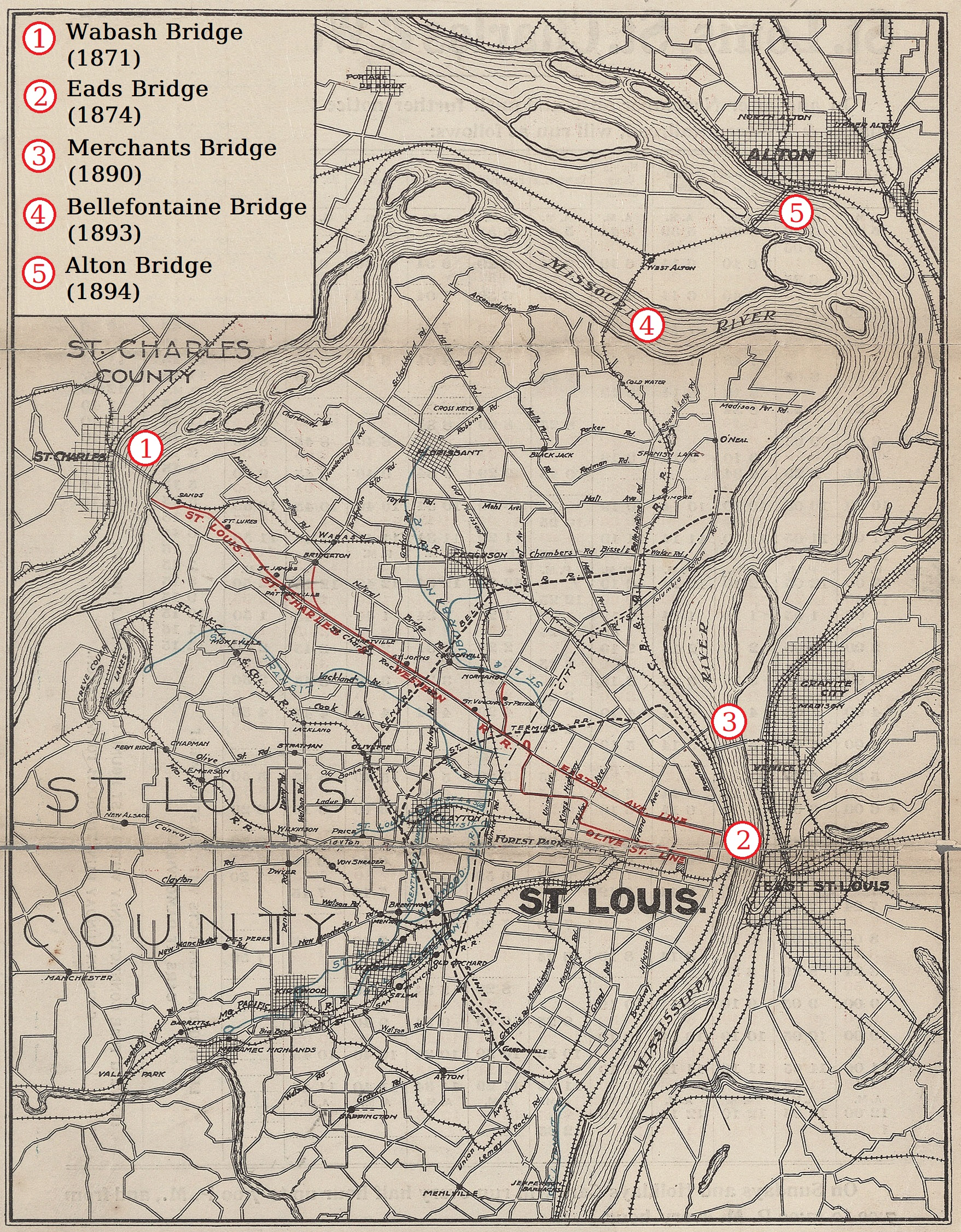
Streckennetzkarte von St. Louis und Umgebung (1910). Markiert sind die fünf Eisenbahnbrücken über den Missouri und Mississippi, oben die Bellefontaine Bridge (4) von 1893.

Aufgrund der geographischen Lage von St. Louis unterhalb des Zusammenflusses von Missouri und Mississippi war der Zugang für Eisenbahnlinien aus dem Osten nur über den Mississippi und aus Norden nur über den Missouri möglich. Bis 1890 existierten nur zwei Eisenbahnbrücken, was den jeweiligen Betreibern eine gewisse Monopolstellung verlieh. Die erste von 1871 im Westen über den Missouri in Saint Charles der Wabash Railroad und im Osten über den Mississippi die Eads Bridge von 1874, die unter der Kontrolle der Terminal Railroad Association of St. Louis stand. Die Chicago, Burlington and Quincy Railroad (CB&Q) schloss ihr Netz ab 1888 von Westen aus über die St. Louis, Keokuk and North Western Railroad an, die Streckenrechte bei der Wabash Railroad einschließlich über deren Brücke in Saint Charles besaß. Die hohen Gebühren der Wabash Railroad und ein geplanter Ausbau der Bahnanlagen in St. Louis veranlassten die CB&Q einen Zugang von Norden aus über die St. Clair, Madison and Belt Railway sowie eigene Brücken zu planen.
Die Eisenbahngesellschaft engagierte dazu Ende der 1880er Jahre den Brückenbau-Ingenieur George S. Morison, der bereits drei Brücken über den Missouri für die CB&Q errichtet hatte. Morison plante den nördlichen Zugang der CB&Q oberhalb der Mündung des Missouri, wo über mehrere Kilometer beide Flüsse fast parallel verlaufen, was den Bau zweier Eisenbahnbrücken erforderte. Bis 1893 wurde südwestlich von Alton die Bellefontaine Bridge über den Missouri für die St. Louis, Keokuk and North Western sowie direkt unterhalb der Stadt bis 1894 die Alton Bridge über den Mississippi für die St. Clair, Madison and Belt Railway gebaut (siehe Nr. 4 und 5 in der linken Abb. oben). Über die Bellefontaine Bridge erhielt zudem die Missouri, Kansas and Texas Railway (MK&T) Zugang zur Stadt, die in West Alton ihr Netz an den Streckenausbau der CB&Q anschloss und sich für mehrere Jahre Streckenrechte über die Brücke nach St. Louis sicherte. Die kleineren von der CB&Q kontrollierten Eisenbahngesellschaften einschließlich deren Brücken gingen später in der CB&Q auf, die wiederum 1970 Teil der Burlington Northern Railroad wurde (seit 1995 BNSF Railway); die MK&T ist heute Teil der Union Pacific Railroad.

### Brücke über den Missouri

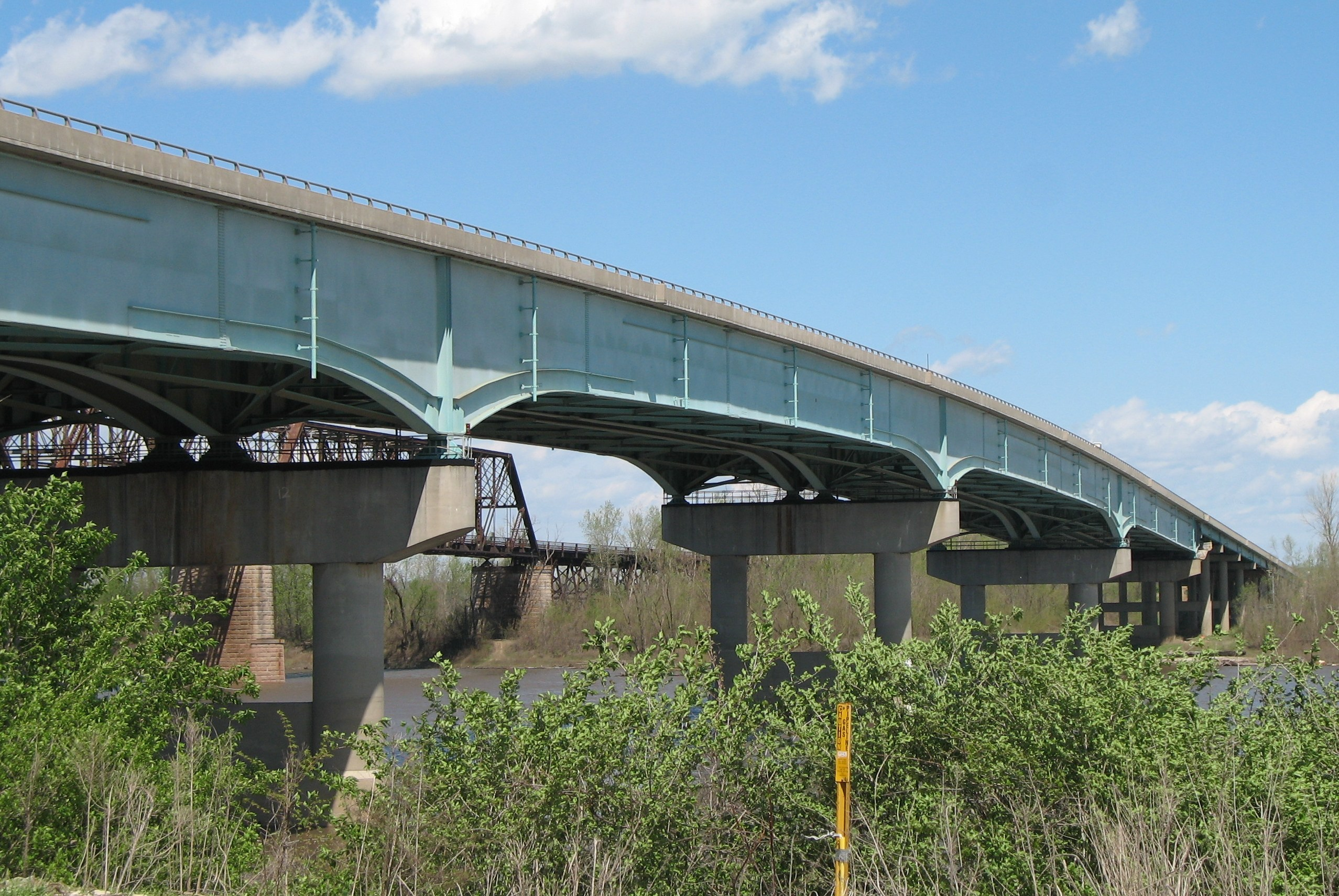
Die parallel verlaufende Lewis Bridge des U.S. Highway 67 ersetzte 1979 eine Fachwerkbrücke aus dem Jahre 1927.

Zusammen mit Alfred Noble entwarf Morison im Gegensatz zur Alton Bridge eine hohe Fachwerkbrücke ohne beweglichen Brückenteil, die 15 Meter über Mittlerem Hochwasser auf vier mittels Senkkästen errichteten Strompfeilern ruhte. Nach der Genehmigung der Pläne durch das War Department im Dezember 1891, konnte nach dem Rückgang des Frühjahreshochwasser Anfang Juli 1892 mit den Bauarbeiten begonnen werden. Die Stahlbrücke wurde bis Ende des Folgejahres fertiggestellt, der erste Zug überquerte die Brücke am 27. Dezember 1893. Der zweigleisige Zugang nach St. Louis wurde mit der Fertigstellung der Alton Bridge im April 1894 von Morison vollendet.
Obwohl der zweigleisige Ausbau der Strecke von der Burlington Northern vor 1985 aufgegeben wurde – wie Aufnahmen der HAER-Dokumentation belegen – wird die Bellefontaine Bridge seit über 120 Jahren nahezu unverändert genutzt und zählt neben der Merchants Bridge in St. Louis von 1890 zu zwei von Morisons in ihrer ursprünglichen Form erhaltenen Brücken. Der heutige Betreiber BNSF musste allerdings 2013 die nördliche Trestle-Brücke der Zufahrt durch mehrere Balkenbrücken ersetzen lassen und überholte in diesem Zuge auch die Untergurte der vier Fachwerkträger sowie einige Brückenpfeiler und deren Auflager.
In den 1920er Jahren entstand parallel zur Eisenbahn eine Straßenverbindung, die mit der Lewis Bridge (1927) in unmittelbarer Nachbarschaft zur Bellefontaine Bridge und der Clark Bridge (1928) parallel zur Alton Bridge die Flüsse quert. Über die Brücken verläuft seit den 1940er Jahren der U.S. Highway 67, die ehemaligen Fachwerkbrücken wurden aber 1979 bzw. 1994 durch mehrspurige moderne Konstruktionen ersetzt.

## Beschreibung

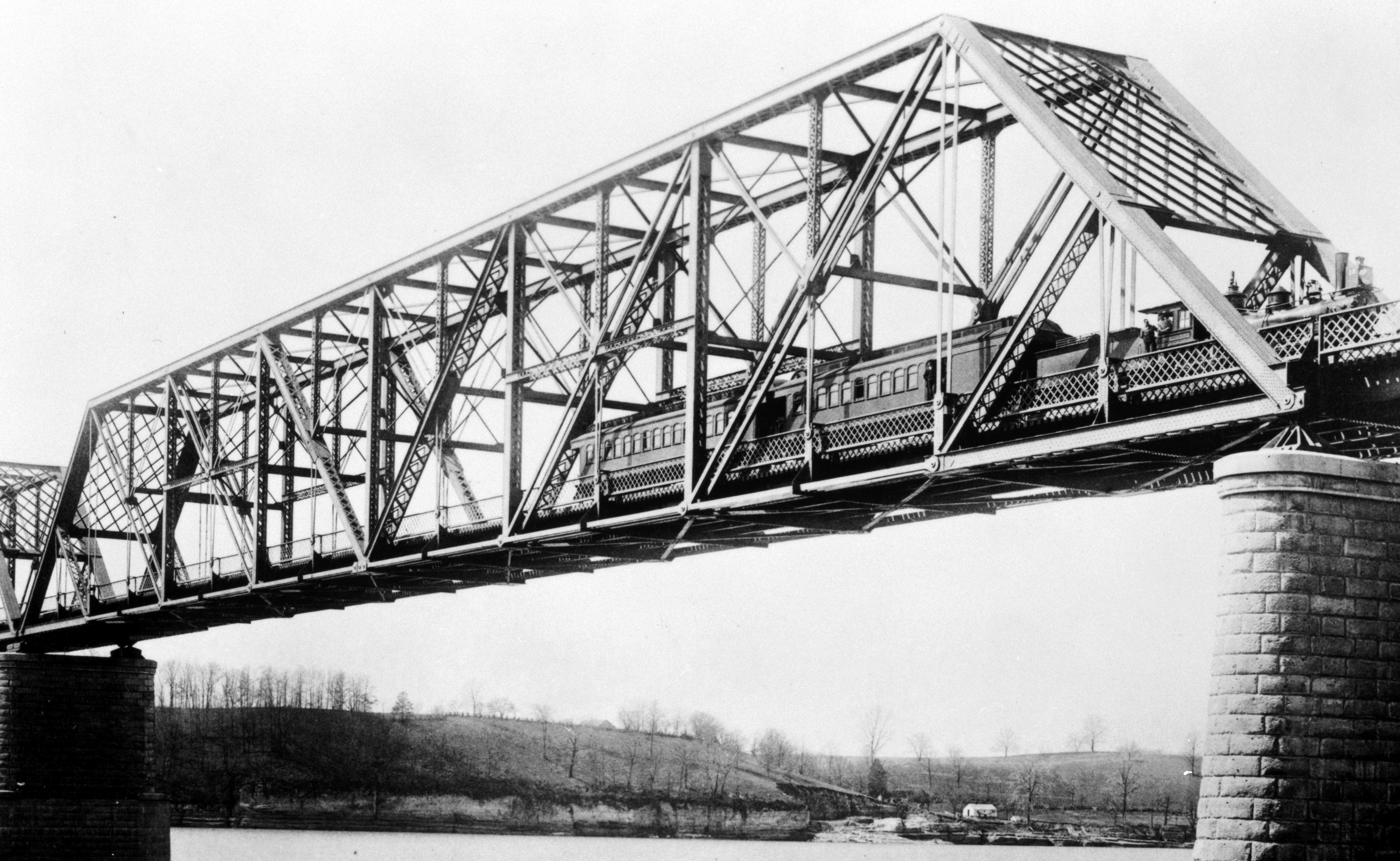
Historisches Foto der Brücke kurz nach ihrer Fertigstellung (um 1894).

Die Fachwerkbrücke besteht, beginnend von südlichen Widerlager, aus vier 134 m langen Fachwerkträgern aus Stahl, auf die am nördlichen Ufer ursprünglich eine 259 m lange Trestle-Brücke aus Schmiedeeisen folgte. Diese wurde 2013 auf einer Länge von circa 244 m durch mehrere Stahl-Balkenbrücken sowie einen abschließenden 23 m langen Hohlkastenträger aus Stahlbeton zum nördlichen Widerlager ersetzt.

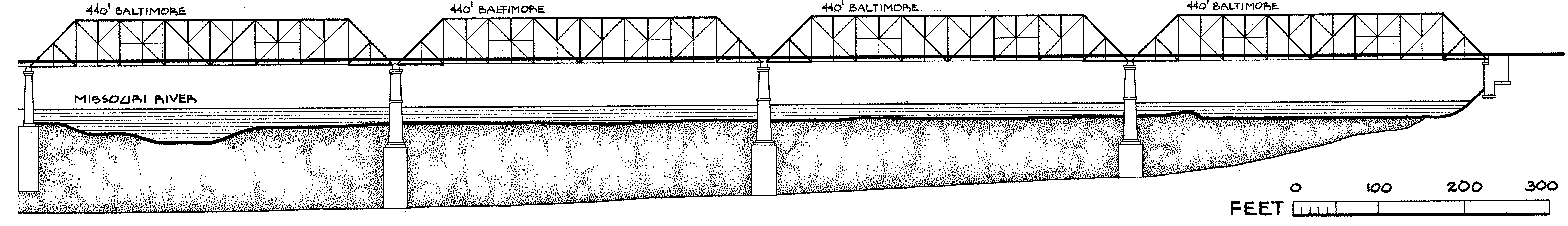
Schematischer Plan der Bellefontaine Bridge aus dem HAER NE-2 von 1986; Blick nach Osten, Längenangaben in Fuß (′)

Die parallelgurtigen Fachwerkträger sind in Baltimore-Bauweise ausgeführt (engl. baltimore truss, entwickelt von der Pennsylvania Railroad und hauptsächlich von der namensgebenden Baltimore Bridge Company errichtet), mit zusätzlichen Querverstrebungen in der oberen Hälfte der Fachwerke. Die 17 m hohen und über 9 m breiten Träger ruhen auf vier Strompfeilern. Diese besitzen eine Grundfläche von circa 9 m × 20 m an der Fundamentunterkante und wurden bis zu 25 m ins Flussbett abgesenkt; die Lichte Höhe über Mittlerem Hochwasser beträgt etwa 15 m.